# Lophuromys dieterleni
Lophuromys dieterleni is een knaagdier uit het geslacht Lophuromys dat voorkomt op 2100 m hoogte op Mount Oku in Kameroen. Deze soort behoort tot het ondergeslacht Lophuromys en is daarbinnen verwant aan L. aquilus, hoewel de Lophuromys van Mount Oku aanvankelijk als een verwant van L. sikapusi werd gezien. Deze soort is genoemd naar Fritz Dieterlen voor zijn werk aan de ecologie van Centraal-Afrikaanse zoogdieren, in het bijzonder aan Lophuromys. Er bestaat een mogelijkheid dat L. dieterleni dezelfde soort vertegenwoordigt als L. eisentrauti, L. zena, L. chrysopus en L. rubecula uit andere Afrikaanse gebergten (de laatste soort wordt tegenwoordig als een synoniem van L. aquilus gezien).
L. dieterleni  behoort tot de niet gevlekte soorten van Lophuromys met een korte staart, maar de schedel lijkt meer op die van gevlekte vormen. De schedellengte bedraagt 30,90 tot 31,00 mm.